# Tatneft-Arena
De Tatneft-Arena (Russisch en Tataars: Татнефть-Арена)  is een multifunctionele evenementenhal in de Russische stad Kazan. 

## Zaal
De zaal heeft een capaciteit van 9.300 plaatsen, maar kan uitgebreid worden tot 10.000 plaatsen. De zaal is ook de thuishaven van Ak Bars Kazan van de Kontinental Hockey League. Naast sportevenementen vinden in de zaal ook concerten plaats. Zo werd in 2014 het tweede Türkvizyonsongfestival in deze hal georganiseerd. De zaal werd verkozen boven de Kazan Arena die een capaciteit heeft van 45.105 plaatsen. In 2016 was het complex gastheer van de Europese kampioenschappen judo.